# Karl Larsson
Karl Larsson (ur. 8 lipca 1865 w Borås, zm. 24 stycznia 1943 w Sztokholmie) – szwedzki strzelec sportowy, dwukrotny olimpijczyk.

## Życiorys
Dwukrotnie uczestniczył w igrzyskach olimpijskich, za każdym razem w jednej konkurencji i oba razy zajął 4. miejsce.

## Wyniki

### Igrzyska olimpijskie
| Igrzyska       | Konkurencja                                     | Wynik                           | Miejsce | Źródło |
| -------------- | ----------------------------------------------- | ------------------------------- | ------- | ------ |
| Sztokholm 1912 | Runda pojedyncza do sylwetki jelenia            | 39 pkt.                         | 4       | [ 2 ]  |
| Antwerpia 1920 | Runda pojedyncza do sylwetki jelenia, drużynowo | 153 pkt. (druż.) 27 pkt. (ind.) | 4       | [ 3 ]  |